# Germiny
Germiny é uma comuna francesa na região administrativa do Grande Leste, no departamento de Meurthe-et-Moselle. Estende-se por uma área de 11.85 km², e possui 218 habitantes, segundo o censo de 2018, com uma densidade de 18 hab/km².